# My Baby (filme)
My Baby é um filme mudo de 1912 norte-americano em curta-metragem, do gênero drama, dirigido por D. W. Griffith e Frank Powell. Cópias do filme encontram-se conservadas no Museu de Arte Moderna e Biblioteca do Congresso dos Estados Unidos.

## Elenco
- Mary Pickford
- Henry B. Walthall
- Eldean Stuart
- W. Chrystie Miller
- Alfred Paget
- Madge Kirby
- Lionel Barrymore
- Elmer Booth
- Clara T. Bracy
- John T. Dillon
- Dorothy Gish
- Lillian Gish
- Adolph Lestina
- Walter P. Lewis
- Joseph McDermott
- Walter Miller
- Jack Pickford
- W.C. Robinson